# 朝鮮の宗教
朝鮮の宗教（ちょうせんのしゅうきょう）は数々の異なる伝統によって包み込まれている。朝鮮の宗教的伝統は長い歴史を持つ仏教、巫俗、朝鮮の儒教の背景と共に、キリスト教の急速な台頭によって影響を受けている。現代の北朝鮮と韓国という南北分断も、特に共産主義の北では同様に宗教活動の形に変化を与えた。

## 新羅の宗教

### 新羅の神宮祭祀
新羅第二代南解王の時に始祖赫居世居西干の始祖廟を建てて祭り、第二十二代智證王の時に始祖降臨の地、奈乙に神宮を創建し、第三十六代恵恭王の時に味鄒王・武烈王・文武王・親廟を神位として五廟とした。五廟については、『三国史記』巻三十二 雑志・祭祀条に「天子七廟、諸侯五廟」とあり、天子（中国）は七廟、中国の諸侯は五廟という、中国に対する諸侯の礼制に準じた、いわば中国の「忠実な属国」になりたいと祈念した。

## 韓国の宗教
韓国人の57%以上は何らかの宗教に所属していると明言している。That affiliation is spread primarily among three traditions - キリスト教(63%)、仏教(36%)、そして巫俗(1%).。しかし、これらの数字は(キリスト教を除いて)仏教徒とそうでない人々、儒家とそうでない人々との間に意味のある区別が無いので注意深く見なければならない。これらの宗教は宗教というより倫理的価値の纏まりとして認識されている。これらの動きの文化的影響は形式的信奉者の数が示すよりも遥かに広範囲に渡る。様々な「新宗教」は天道教や統一教会を含めて19世紀以降に登場した。非常に小さなイスラームとバハイ教の少数派が存在する。彼らの多くは南アジアからの移民である。

## 仏教と儒教
仏教は新羅(紀元前57年から紀元935年) と高麗王朝(918年から1392年)で最有力の宗教となり文化的影響力を誇った。儒教も同様に中国から朝鮮半島に三国時代初期にもたらされたが、李氏朝鮮の成立までは低い扱いを受けた。その後は国家イデオロギーとなった。